# Zasłonak słomkowożółty

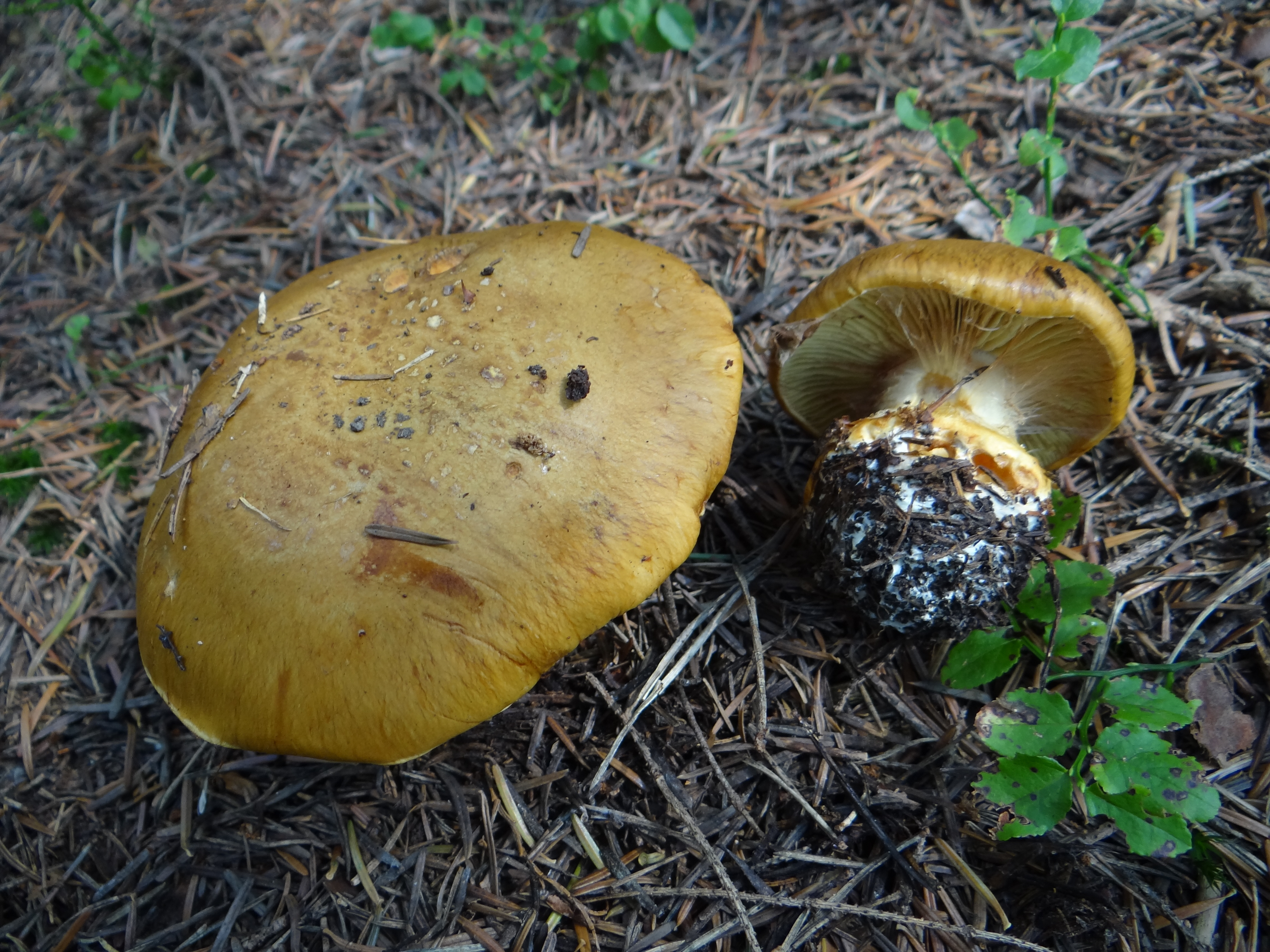

Zasłonak słomkowożółty (Calonarius elegantior (Fr.) Niskanen & Liimat.) – gatunek grzybów należący do rodziny zasłonakowatych (Cortinariaceae).

## Systematyka i nazewnictwo
Pozycja w klasyfikacji według Index Fungorum: Calonarius, Cortinariaceae, Agaricales, Agaricomycetidae, Agaricomycetes, Agaricomycotina, Basidiomycota, Fungi.
Po raz pierwszy opisany został opisany w 1818 r. przez Eliasa Friesa jako Agaricus multiformis ß elegantior, w 1838 ten sam autor przeniósł go do rodzaju Cortinarius. Obecną nazwę nadali mu Tuula Niskanen i Kare Liimatainen w 2022 r.
Niektóre synonimy naukowe:
- Cortinarius bergistanensis Ballarà 2010
- Cortinarius elegantior (Fr.) Fr 1838
- Cortinarius quercus-ilicis (Chevassut & Rob. Henry) Melot 1989
- Myxacium elegantius (Fr.) P. Kumm. 1871
- Phlegmacium elegantius (Fr.) Wünsche 1877[2].

Nazwę polską nadał Władysław Wojewoda w 2003 r., wcześniej (w 1975 r.) Andrzej Nespiak opisywał ten gatunek jako zasłonak elegancki. Jest niespójna z aktualną nazwą naukową.

## Morfologia
Kapelusz
Należy do grupy dużych zasłonaków. Średnica 5–15 cm, u młodych owocników półkulisty, później łukowaty, w końcu rozpostarty z szerokim i tępym garbem. Brzeg u młodych owocników podwinięty, potem równy. W okresie wilgotnej pogody jest śliski, w czasie suchej błyszczący. Powierzchnia gładka, na wierzchołku czasami resztki białawej osłony. Barwa słomianożółta, pomarańczowożółta, oliwkowobrązowa, brązowawa, powierzchnia gładka, lub z przylegającymi, brązowymi, promienistymi włókienkami. Ogólnie nie jest jaskrawy, ma zgaszone barwy. U młodych owocników brzeg kapelusza połączony z trzonem delikatną, białą osłoną.
Blaszki
Gęste, przy trzonie wykrojone, czasami nieco zbiegające na trzon. Do trzonu dochodzi 72–90 blaszek, występują też międzyblaszki. Ostrza nieco ząbkowane. U młodych owocników słomianożółte, potem rdzawobrązowe.
Trzon
Wysokość 5–12 cm, grubość do 3 cm, kształt walcowaty. U podstawy posiada wyraźnie odgraniczoną bulwę. Powierzchnia o barwie od cytrynowożółtej do żółtoochrowej, w środkowej części pokryta podłużnymi włókienkami zasnówki, które od zarodników zabarwiają się na rdzawo.
Miąższ
Gruby, w kapeluszu i trzonie białożółtawy, tylko w bulwie ciemniejszy. Zapach słaby, smak niewyraźny. Bulwa u starszych okazów ma miąższ fioletowobrązowy.
Cechy mikroskopowe;
Zarodniki duże, mają rozmiar 11,5–15.2 × 6,5–9 µm. Barwa cytrynowa, powierzchnia pokryta grubymi, ochrowobrązowymi brodawkami. Podstawki z 4 sterygmami i jedną sprzążką. Mają maczugowaty kształt i rozmiary 33–42 × 9,5–14 µm. Brzeżne komórki blaszek mają rozmiar 18–22 × 8,5–12 µm i są podobne do bazydioli. Pleurocystyd brak.
Gatunki podobne
- zasłonak złoty (Cortinarius elegantissimus) ma bardziej żółty kapelusz, u młodych okazów blaszki są żółtozielonkawe i występuje w lasach bukowych[4].
- zasłonak siarkowy (Cortinarius sulphurinus) ma bardziej zielonawoszary kapelusz, jego miąższ pachnie pietruszką. Zarodniki są mniejsze i słabiej brodawkowane[5].

## Występowanie i siedlisko
Opisano występowanie tego gatunku w Ameryce Północnej i Europie. W Polsce jest szeroko rozprzestrzeniony, ale rzadki, częściej występuje w górach. Do 2020 r. w piśmiennictwie naukowym podano jego 3 dawne stanowiska i 5 współczesnych. W latach 1995–2004 i ponownie od 2014 roku objęty ochroną częściową; bez możliwości zastosowania wyłączeń spod ochrony uzasadnionych względami gospodarki rolnej, leśnej lub rybackiej.
Naziemny grzyb ektomykoryzowy, tworzący symbiozę z sosną, świerkiem i jodłą, rzadziej z brzozą, leszczyną i dębem. Rośnie na ziemi, zarówno w lasach iglastych, jak i liściastych, ale głównie na podłożu wapiennym. Owocniki wytwarza od sierpnia do października.